# 選抜高等学校野球大会 (茨城県勢)
選抜高等学校野球大会（いわゆる「春の甲子園」「センバツ」）においての茨城県勢の成績について記す。

## 概要
茨城県勢の初出場は1972年の取手一だった。これは山形県勢に次いで遅い初出場である。初勝利は2年後の1974年に県勢2度目の出場だった土浦日大が挙げたものの、その後も目立った成績を挙げることが出来なかった。1994年には常総学院が県勢初の決勝戦に進出し準優勝、そして21世紀最初の大会となった2001年の73回大会で初優勝を果たした。この大会では茨城から3校が選出された。そのほか、1999年にも水戸商が準優勝を果たしており、1994年から8年間で、先述した常総学院と合わせて県勢から3度決勝に進出した。

## 大会結果
| 大会                 | 選出校                     | 試合結果 | 試合結果                       | 成績     |
| -------------------- | -------------------------- | -------- | ------------------------------ | -------- |
| 1972年（第44回大会） | 取手一（初出場）           | 1回戦    | ● 0 - 3 鹿児島実               | 初戦敗退 |
| 1974年（第46回大会） | 土浦日大（初出場）         | 1回戦    | ○ 3 - 1 新居浜商               | 2回戦    |
| 1974年（第46回大会） | 土浦日大（初出場）         | 2回戦    | ● 1 - 4 報徳学園               | 2回戦    |
| 1976年（第48回大会） | 鉾田一（初出場）           | 1回戦    | ○ 1 - 0 糸魚川商工             | 2回戦    |
| 1976年（第48回大会） | 鉾田一（初出場）           | 2回戦    | ● 1 - 4 崇徳                   | 2回戦    |
| 1977年（第49回大会） | 土浦日大（3年ぶり2回目）   | 1回戦    | ● 2 - 4 智弁学園               | 初戦敗退 |
| 1981年（第53回大会） | 日立工（初出場）           | 1回戦    | ○ 3 - 2 築上中部               | ベスト8  |
| 1981年（第53回大会） | 日立工（初出場）           | 2回戦    | ○ 6 - 1 桜美林                 | ベスト8  |
| 1981年（第53回大会） | 日立工（初出場）           | 準々決勝 | ● 2 - 8 PL学園                 | ベスト8  |
| 1983年（第55回大会） | 取手二（初出場）           | 1回戦    | ● 5 - 6 泉州                   | 初戦敗退 |
| 1984年（第56回大会） | 取手二（2年連続2回目）     | 1回戦    | ○ 8 - 4 松山商                 | ベスト8  |
| 1984年（第56回大会） | 取手二（2年連続2回目）     | 2回戦    | ○ 4 - 2 徳島商                 | ベスト8  |
| 1984年（第56回大会） | 取手二（2年連続2回目）     | 準々決勝 | ● 3 - 4 岩倉                   | ベスト8  |
| 1984年（第56回大会） | 明野（初出場）             | 1回戦    | ● 3 - 4 岩倉                   | 初戦敗退 |
| 1987年（第59回大会） | 常総学院（初出場）         | 1回戦    | ● 0 - 4 明石                   | 初戦敗退 |
| 1989年（第61回大会） | 日立工（8年ぶり2回目）     | 1回戦    | ● 1 - 4 京都西                 | 初戦敗退 |
| 1990年（第62回大会） | 霞ヶ浦（初出場）           | 1回戦    | ● 3 - 4 天理                   | 初戦敗退 |
| 1992年（第64回大会） | 水戸商（初出場）           | 1回戦    | ● 1 - 2 南部                   | 初戦敗退 |
| 1993年（第65回大会） | 常総学院（6年ぶり2回目）   | 2回戦    | ○ 9 - 3 宇和島東               | 3回戦    |
| 1993年（第65回大会） | 常総学院（6年ぶり2回目）   | 3回戦    | ● 4 - 6 東筑紫学園             | 3回戦    |
| 1994年（第66回大会） | 常総学院（2年連続2回目）   | 1回戦    | ○ 3 - 0 岡山理大付             | 準優勝   |
| 1994年（第66回大会） | 常総学院（2年連続2回目）   | 2回戦    | ○ 2 - 0 高知商                 | 準優勝   |
| 1994年（第66回大会） | 常総学院（2年連続2回目）   | 準々決勝 | ○ 6 - 2 姫路工                 | 準優勝   |
| 1994年（第66回大会） | 常総学院（2年連続2回目）   | 準決勝   | ○ 3 - 2 桑名西                 | 準優勝   |
| 1994年（第66回大会） | 常総学院（2年連続2回目）   | 決勝     | ● 5 - 7 智弁和歌山             | 準優勝   |
| 1998年（第70回大会） | 常総学院（4年ぶり4回目）   | 2回戦    | ○ 9 - 2 岩国                   | 3回戦    |
| 1998年（第70回大会） | 常総学院（4年ぶり4回目）   | 3回戦    | ● 4 - 5 明徳義塾               | 3回戦    |
| 1999年（第71回大会） | 水戸商（7年ぶり2回目）     | 1回戦    | ○ 4 - 2 岩国                   | 準優勝   |
| 1999年（第71回大会） | 水戸商（7年ぶり2回目）     | 2回戦    | ○ 3 - 0 日大三                 | 準優勝   |
| 1999年（第71回大会） | 水戸商（7年ぶり2回目）     | 準々決勝 | ○ 4 - 3 海星                   | 準優勝   |
| 1999年（第71回大会） | 水戸商（7年ぶり2回目）     | 準決勝   | ○ 11 - 2 今治西                | 準優勝   |
| 1999年（第71回大会） | 水戸商（7年ぶり2回目）     | 決勝     | ● 2 - 7 沖縄尚学               | 準優勝   |
| 2000年（第72回大会） | 竜ヶ崎一（初出場）         | 1回戦    | ● 2 - 3 広陵                   | 初戦敗退 |
| 2001年（第73回大会） | 常総学院（3年ぶり5回目）   | 2回戦    | ○ 8 - 7 南部                   | 優勝     |
| 2001年（第73回大会） | 常総学院（3年ぶり5回目）   | 3回戦    | ○ 4 - 1 金沢                   | 優勝     |
| 2001年（第73回大会） | 常総学院（3年ぶり5回目）   | 準々決勝 | ○ 4 - 2 東福岡                 | 優勝     |
| 2001年（第73回大会） | 常総学院（3年ぶり5回目）   | 準決勝   | ○ 2x - 1 関西創価（延長10回）  | 優勝     |
| 2001年（第73回大会） | 常総学院（3年ぶり5回目）   | 決勝     | ○ 7 - 6 仙台育英               | 優勝     |
| 2001年（第73回大会） | 水戸商（2年ぶり3回目）     | 2回戦    | ○ 6 - 4 東海大四               | 3回戦    |
| 2001年（第73回大会） | 水戸商（2年ぶり3回目）     | 3回戦    | ● 1 - 6 関西創価               | 3回戦    |
| 2001年（第73回大会） | 藤代（初出場）             | 2回戦    | ○ 1 - 0 四日市工               | 3回戦    |
| 2001年（第73回大会） | 藤代（初出場）             | 3回戦    | ● 1 - 3 仙台育英               | 3回戦    |
| 2002年（第74回大会） | 水戸短大付（初出場）       | 1回戦    | ● 7 - 12 尽誠学園              | 初戦敗退 |
| 2003年（第75回大会） | 藤代（2年ぶり2回目）       | 2回戦    | ○ 2 - 1 駒大苫小牧             | 3回戦    |
| 2003年（第75回大会） | 藤代（2年ぶり2回目）       | 3回戦    | ● 1 - 6 徳島商                 | 3回戦    |
| 2004年（第76回大会） | 土浦湖北（初出場）         | 1回戦    | ● 0 - 9 済美                   | 初戦敗退 |
| 2005年（第77回大会） | 常総学院（4年ぶり6回目）   | 1回戦    | ● 5 - 6 市和歌山商             | 初戦敗退 |
| 2008年（第80回大会） | 水戸商（7年ぶり4回目）     | 2回戦    | ● 1 - 3 鹿児島工               | 初戦敗退 |
| 2009年（第81回大会） | 下妻二（初出場）           | 1回戦    | ● 1 - 5 明豊                   | 初戦敗退 |
| 2011年（第83回大会） | 水城（初出場）             | 1回戦    | ● 0 - 10 光星学院              | 初戦敗退 |
| 2013年（第85回大会） | 常総学院（8年ぶり7回目）   | 2回戦    | ● 0 - 2 済々黌                 | 初戦敗退 |
| 2015年（第87回大会） | 常総学院（2年ぶり8回目）   | 1回戦    | ○ 14 - 1 米子北                | ベスト8  |
| 2015年（第87回大会） | 常総学院（2年ぶり8回目）   | 2回戦    | ○ 8 - 1 今治西                 | ベスト8  |
| 2015年（第87回大会） | 常総学院（2年ぶり8回目）   | 準々決勝 | ● 3 - 5 大阪桐蔭               | ベスト8  |
| 2016年（第88回大会） | 常総学院（2年連続9回目）   | 1回戦    | ● 2 - 6 鹿児島実               | 初戦敗退 |
| 2018年（第90回大会） | 明秀日立（初出場）         | 1回戦    | ○ 4 - 3 瀬戸内                 | 3回戦    |
| 2018年（第90回大会） | 明秀日立（初出場）         | 2回戦    | ○ 10 - 1 高知                  | 3回戦    |
| 2018年（第90回大会） | 明秀日立（初出場）         | 3回戦    | ● 1 - 5 大阪桐蔭               | 3回戦    |
| 2019年（第91回大会） | 石岡一（21世紀枠・初出場） | 1回戦    | ● 2 - 3x 盛岡大付（延長11回）  | 初戦敗退 |
| 2021年（第93回大会） | 常総学院（5年ぶり10回目）  | 1回戦    | ○ 9 - 5 敦賀気比（延長13回TB） | 2回戦    |
| 2021年（第93回大会） | 常総学院（5年ぶり10回目）  | 2回戦    | ● 5 - 15 中京大中京            | 2回戦    |
| 2022年（第94回大会） | 明秀日立（4年ぶり2回目）   | 1回戦    | ○ 8 - 0 大島                   | 2回戦    |
| 2022年（第94回大会） | 明秀日立（4年ぶり2回目）   | 2回戦    | ● 1 - 2x 市和歌山              | 2回戦    |
| 2024年（第96回大会） | 常総学院（3年ぶり11回目）  | 1回戦    | ○ 1 - 0 日本航空石川           | 2回戦    |
| 2024年（第96回大会） | 常総学院（3年ぶり11回目）  | 2回戦    | ● 1 - 6 報徳学園               | 2回戦    |

## 通算成績
| 出場 | 試合 | 勝利 | 敗戦 | 引分 | 勝率 | 優勝 | 準優勝 | ベスト4 | ベスト8 |
| ---- | ---- | ---- | ---- | ---- | ---- | ---- | ------ | ------- | ------- |
| 35   | 65   | 31   | 34   | 0    | .477 | 1    | 2      | 0       | 3       |

## 学校別成績
| 校名     | 出場 | 勝敗     | 直近出場 | 最高成績 | 前身校     |
| -------- | ---- | -------- | -------- | -------- | ---------- |
| 常総学院 | 11回 | 15勝10敗 | 2024年   | 優勝1回  |            |
| 水戸商   | 4回  | 5勝4敗   | 2008年   | 準優勝   |            |
| 明秀日立 | 2回  | 3勝2敗   | 2022年   | 3回戦    |            |
| 取手二   | 2回  | 2勝2敗   | 1984年   | ベスト8  |            |
| 日立工   | 2回  | 2勝2敗   | 1989年   | ベスト8  |            |
| 藤代     | 2回  | 2勝2敗   | 2003年   | 3回戦    |            |
| 土浦日大 | 2回  | 1勝2敗   | 1977年   | 2回戦    |            |
| 鉾田一   | 1回  | 1勝1敗   | 1976年   | 2回戦    |            |
| 取手一   | 1回  | 0勝1敗   | 1972年   | 初戦敗退 |            |
| 明野     | 1回  | 0勝1敗   | 1984年   | 初戦敗退 |            |
| 霞ヶ浦   | 1回  | 0勝1敗   | 1990年   | 初戦敗退 |            |
| 竜ヶ崎一 | 1回  | 0勝1敗   | 2000年   | 初戦敗退 |            |
| 水戸啓明 | 1回  | 0勝1敗   | 2002年   | 初戦敗退 | 水戸短大付 |
| 土浦湖北 | 1回  | 0勝1敗   | 2004年   | 初戦敗退 |            |
| 下妻二   | 1回  | 0勝1敗   | 2009年   | 初戦敗退 |            |
| 水城     | 1回  | 0勝1敗   | 2011年   | 初戦敗退 |            |
| 石岡一   | 1回  | 0勝1敗   | 2019年   | 初戦敗退 |            |